# Herzeln
Herzeln ist ein Kartenspiel für drei oder vier Personen in acht Touren (vgl. Quodlibet, Kein Stich und Barbu).

## Die Regeln
Die nachstehende Beschreibung stützt sich auf ein Spielregelheft der Firma Piatnik, Wien.

### Die Karten und ihre Rangfolge
Die Rangfolge der Karten lautet
Ass (hoch) – Zehn – König – Dame – Bube – Neun – Acht – Sieben (niedrig).
Beim Spiel zu dritt verwendet man ein Paket französischer Karten zu 24 Blatt (d. h. ohne Achter und Siebener), zu viert spielt man mit 32 Blatt.

### Die Touren
Eine Partie Herzeln besteht aus einer Serie von acht einzelnen Spielen, den Touren. Es gibt keine Trumpffarbe, man muss jedoch Farbe bedienen.

#### Erstes Spiel
Im ersten Spiel werden die in den Stichen enthaltenen Herzkarten gestraft (vgl. Schwarze Katze) und wie folgt mit Minuspunkten bewertet:
- Herz-Ass: minus elf
- Herz-Zehn: minus zehn
- Herz-König: minus vier
- Herz-Dame: minus drei
- Herz-Bube: minus zwei
- Herz-Neun, -Acht, -Sieben: jeweils minus eins

#### Zweites und drittes Spiel
Im zweiten Spiel müssen möglichst viele Stiche erzielt werden, jeder Stich zählt zehn Pluspunkte.
Das dritte Spiel ist ein Negativspiel: für jeden Stich gibt es zehn Minuspunkte.

#### Viertes und fünftes Spiel
Im vierten Spiel erhält man für jede eingestochene Dame zwanzig Minuspunkte.
Im fünften Spiel erhält derjenige Spieler, der den Herz-König in seinen Stichen fängt, vierzig Minuspunkte.

#### Sechstes und siebtes Spiel
Im sechsten und siebten Spiel zählt jeweils nur der letzte Stich, dieser wird im sechsten Spiel mit vierzig Pluspunkten bewertet, im siebten Spiel zählt der letzte Stich jedoch vierzig Minuspunkte.

#### Achtes Spiel
Das letzte Spiel ist ein Anlegespiel, ähnlich Fan Tan: Man beginnt mit einem Buben, an den nach oben und unten entsprechend der Rangfolge der Karten ohne Rücksicht auf die Farbe angelegt wird.
Dabei folgt auf ein Ass aufsteigend wieder eine Sieben bzw. Neun, womit die Folge zyklisch fortgesetzt wird.
Wer als erster sämtliche Karten anlegen kann, erhält keine Minuspunkte. Die übrigen Spieler setzen das Spiel fort; wer als zweiter alle Karten spielen kann, bekommt zehn Minuspunkte, der dritte zwanzig und der vierte dreißig.

### Spielende
Gewonnen hat, wer am Ende der acht Touren die höchste Punktezahl erzielt hat.